# 6078 Burt
A 6078 Burt (ideiglenes jelöléssel 1980 TC5) a Naprendszer kisbolygóövében található aszteroida. Carolyn Shoemaker fedezte fel 1980. október 10-én.